# Sonata per a violí núm. 2 (Enescu)
La Sonata per a violí i piano núm. 2 en fa menor, op. 6, va ser escrita pel compositor romanès George Enescu el 1899.

## Història
Després de sis anys d’estudis a Viena, on va adquirir la disciplina alemanya i va viure el grandiós cim cultural de l'era romàntica tardana, Enescu es va traslladar a París, on va continuar els seus estudis durant cinc anys més al Conservatori de París. El seu contacte amb la modernitat del món musical francès li va donar certesa, claredat de pensament, mesura, elegància en l'expressió i color sonor per obtenir detalls refinats, que va aprendre a combinar amb el que havia après a Viena, juntament amb un raig de frescor i optimisme, amor a la vida i a la gent, que havia portat amb ell des de la seva infància a Moldàvia. El final del seu aprenentatge musical va estar marcat per la composició de la seva Segona Sonata per a violí a París el 1899 La primera interpretació de la sonata la va fer a París Jacques Thibaud, violí, amb el mateix compositor al piano, el 22 de febrer de 1900, en un concert que formava part de la sèrie Concerts Colonne. La partitura està dedicada a Joseph i Jacques Thibaud.
Enescu va reconèixer més tard que aquesta sonata, juntament amb el seu proper treball, l'Octet per cordes, van marcar el punt en què "em sentia evolucionant ràpidament, em convertia en jo mateix... Fins aleshores, estava buscant. Des d’aquest moment em vaig sentir capaç de caminar sobre les meves cames, si bé encara no per córrer molt de pressa...".

## Anàlisi
La Sonata es divideix en tres moviments,
- Assez mouvementé
- Tranquillement
- Vif

La construcció de cadascun dels tres moviments és clara, encara que no del tot d'acord amb l'observança d'un llibre de text als models clàssics. Després de la secció de desenvolupament pròpiament dita de la forma sonata del primer moviment, hi ha un desenvolupament posterior del tema principal, que constitueix un clímax, ple de tensió dramàtica. El moviment lent és una forma ternària amb particularitats causades per retorns cíclics d’idees musicals del primer moviment. Inusualment, aquest moviment s’escriu amb la mateixa tonalitat (fa menor), que el primer moviment de la Sonata, que contribueix a una difuminació de contrastos a favor d’un principi de transformació lenta i orgànica de la substància musical. El final és un rondó amb una certa llibertat. Està preparat per al final del moviment lent, al qual segueix sense interrupcions. Potser com a compensació per la manca de contrast tonal entre els dos primers moviments, el tema de la tornada comença en re menor, modulant-se per establir-se en do major. Només en la seva declaració final es confirma la tònica de fa, però aquesta vegada en major.

## Discografia
El mateix compositor, com a violinista, va gravar la sonata en dues ocasions.
- George Enescu: Sonata nr. 2 pentru vioară si pian in fa minor op. 6. George Enescu (violí), Dinu Lipatti (piano). Gravat a la Ràdio de Romania, 1943. Enregistrament LP, 1 disc: 10 a, 33⅓. Electrecord ECD 61. Bucarest: Electrecord, [anys cinquanta? ]. Diverses reedicions: Electrecord ECE 0766/67 (LP), Monitor MC 2049 (LP), Everest 3413 (LP), Disque Déesse DDLX 40-1 (LP, 1972), Electrecord EDC 430/431 (CD, 2001), Philips Legendary Classics 426 100-2 (CD), Dante HPC 091-92 (CD).
- George Enescu (violí), Céliny Chailley-Richez (piano). Enregistrament LP, 1 disc. Remington R 149-42. 1951. Reeditat Varèse-Sarabande VC 81048 (LP), Concerteum C-234 (LP), Forgotten Records FR 942 (CD, 2010).